# Dillingen an der Donau
Dillingen an der Donau är en stad i Landkreis Dillingen an der Donau i Regierungsbezirk Schwaben i förbundslandet Bayern i Tyskland. Dillingen an der Donau, som för första gången nämns i ett dokument från år 973, har cirka  20 000 invånare.